# Gojców
Gojców – wieś sołecka w Polsce położona w województwie świętokrzyskim, w powiecie opatowskim, w gminie Opatów.
W latach 1975–1998 miejscowość administracyjnie należała do województwa tarnobrzeskiego.
Przez wieś przechodzi  niebieski szlak rowerowy do Opatowa.

## Części wsi
| SIMC    | Nazwa          | Rodzaj    |
| ------- | -------------- | --------- |
| 0801303 | Gojców-Kolonia | część wsi |

## Historia
Rodowód wsi sięga wieku XII.
Gojczów, w dokumentach Oyrzov, Goyczow, wieś powiat opatowski.Wedle dokumentu z r. 1206 własność klasztoru sulejowskiego. W r. 1308 procesuje się klasztor o tę wieś i takowy wygrywa w roku 1318 (Kod. małop. t.I s.9, t.II s.213, s.239).

W r. 1578 płaci tu pobór Radziwiłł od 12 osad., 6 łanów kmiecych, 1 komornika i 2 ubogich.

W spisie z r. 1827 wieś występuje jako duchowna było tu 12 domów i 74 mieszkańców.
W Gojcowie urodził się Michał Kucharczak, polski polityk, działacz PSL „Piast”, poseł na Sejm Ustawodawczy (II RP).